# 伊朗華人
華人，是伊朗人口中的小部分，大紉2000-3000人。

## 歷史
在薩非王朝阿拔斯一世時代，伊朗曾引入300位中國工匠生產中式陶瓷。
在1756年荷蘭探險家在波斯灣的哈爾克島發現80個中國家庭，他們也是農民。
而來自中華人民共和國僑民的數字在2002年至2005年間開始顯著增加。

## 商業與勞工
現代大多數華人在伊朗從事的工作包括建築或其他工程項目，以及出入口及其他行業。

## 文化整合
人民日報一位記者描述華人在伊朗經常難於適應當地的生活：他們住在遠離伊朗人的單獨領域，只會一些波斯語。因為華人在該國的數量是如此之小，所以沒法融入伊朗社會。除了與伊朗人結婚的華人，留學生也是華人一個來源，他們的總人數估計在大約100人，但是與華商不同，留學生多分布於首都以外，因為在首都的大學提供獎學金的人數的斷下降。伊朗也有一個小唐人街在加奇薩蘭。